# Милтиадис Еверт
Милтиадис Еверт (на гръцки: Μιλτιάδης Έβερτ) е гръцки политик от партията „Нова демокрация“.
Роден е на 12 май 1939 година в Атина в семейството на Ангелос Еверт, който е началник на полицията в Атина по време на германската окупация през Втората световна война и съдейства за спасяването на много евреи и участници в Съпротивата. Семейството е от баварски и се установява в Гърция при управлението на крал Отон I Гръцки в началото на XIX век. Милтиадис Еверт завършва Атинския университет по икономика и бизнес. През 1987 – 1989 година е кмет на Атина, а през 1993 – 1997 година оглавява „Нова демокрация“, многократно е министър.
Милтиадис Еверт умира на 9 февруари 2011 година в Атина.